# جاك هود
جاك هود (بالإنجليزية: Jack Hood)‏ مواليد 17 ديسمبر 1902 في برمنغهام - الوفاة 01 يوليو 1992، كان ملاكم محترف بريطاني صنّف ضمن فئة وزن الوسط.

## إحصائيات
خاض خلال مسيرته 48 نزالا، فاز في 35 وتعادل في 6 وخسر في 6. فاز بالضربة القاضية في 10 نزالات.

## روابط خارجية
- جاك هود على موقع بوكس ريك (الإنجليزية) (registration required)